# Zagloba bicolor
Zagloba bicolor – gatunek chrząszcza z rodziny biedronkowatych i podrodziny Coccinellinae.
Gatunek ten opisany został po raz pierwszy w 1899 roku przez Thomasa Lincolna Caseya na łamach „Journal of the New York Entomological Society”. Jako miejsce typowe wskazano Capron na Florydzie.
Chrząszcz o podługowato-owalnym ciele długości od 1,65 do 1,85 mm i szerokości od 1,22 do 1,33 mm. Cały wierzch ciała jest gęsto pokryty owłosieniem, przy czym większość włosków jest stercząca. Głowa jest jasnożółtawobrązowa. Czułki są krótkie, o trzech ostatnich członach formujących zwartą buławkę. Ostatni człon głaszczków szczękowych ma prawie równoległe boki i lekko zwężony szczyt. Przedplecze jest żółtawoczerwone. Pokrywy bywają od ciemnobrązowych po czarne. Odnóża są jasnożółtawobrązowe, zakończone pseudotrójczłonowymi stopami o pazurkach z zębem nasadowym. Spód ciała jest żółtawobrązowy z ciemnobrązowymi śródpiersiem, zapiersiem i pierwszym z widocznych sternitów (wentrytem) odwłoka. Ten ostatni w przypadku obu płci ma niekompletne linie udowe. Samiec ma symetryczne genitalia.
Owad nearktyczny, endemiczny dla Florydy na południowym wschodzie Stanów Zjednoczonych. Znany jest z hrabstw Alachua, Pinellas, Jefferson, Miami-Dade i Hillsborough.